# Міжнародне електрохімічне товариство
Міжнародне електрохімічне товариство (ISE) — глобальне наукове товариство, засноване в 1949 році. Головний офіс ISE знаходиться зараз у Лозанні, Швейцарія. ISE є членом Організації IUPAC. Нині Товариство налічує понад 1900 індивідуальних членів, 15 корпоративних членів (університети та неприбуткові дослідницькі організації з Бельгії, Хорватії, Фінляндії, Німеччини, Індії, Італії, Нової Зеландії, Польщі, Іспанії, Швейцарії та Сербії) та 16 корпоративних членів. ISE також має 8 відділів та регіональних представників.
Цілями ISE є:
- просування електрохімічної науки і технологій;
- поширення наукових і технологічних знань;
- сприяння міжнародному співробітництву в електрохімії;
- підтримка високого професійного рівня своїх членів.